# Wołodymyr Doroszenko
Wołodymyr Doroszenko (ur. w 1879 w Petersburgu - zm. w 1963 w Filadelfii) – ukraiński polityk, bibliograf, literaturoznawca.
Działacz Rewolucyjnej Partii Ukrainy od jej założenia w 1900. W 1908 wskutek represji politycznych wyjechał do Lwowa. W czasie I wojny światowej był jednym z założycieli Związku Wyzwolenia Ukrainy.
W latach 1921–1939 działał w Ukraińskim Towarzystwie Pomocy Emigrantom z Wielkiej Ukrainy. W 1944 wyemigrował na Zachód.

## Literatura
- Jurij Wynnyczuk, "Knajpy Lwowa", Warszawa 2008, ISBN 978-83-7141-890-7